# Casino Mediceo di San Marco

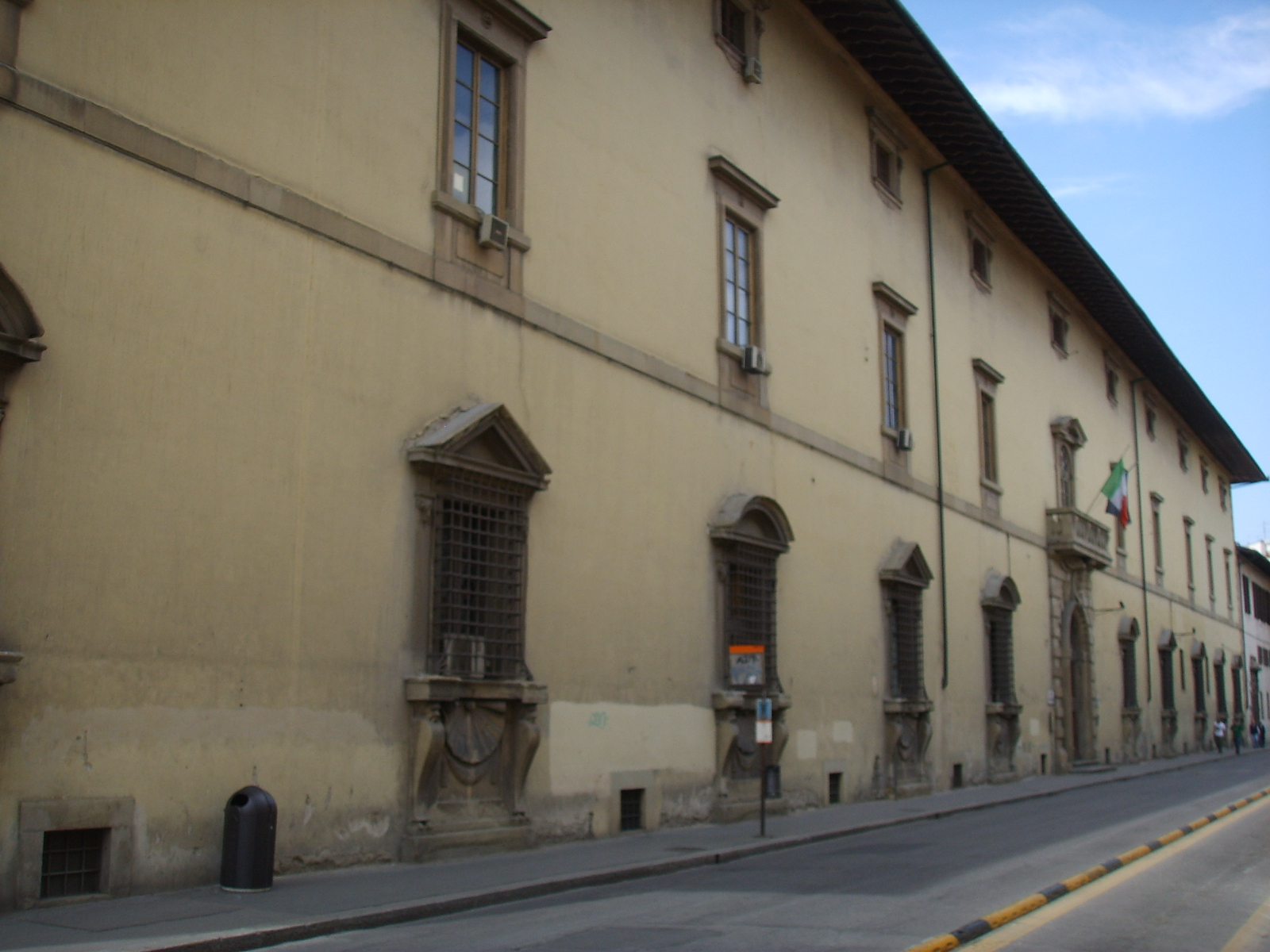
Fachada do Casino Mediceo di San Marco voltada para a Via Cavour.

O Casino Mediceo di San Marco é um palácio de Florença situado entre a Via Cavour (nº 57) e a Via San Gallo.

## História e arquitectura

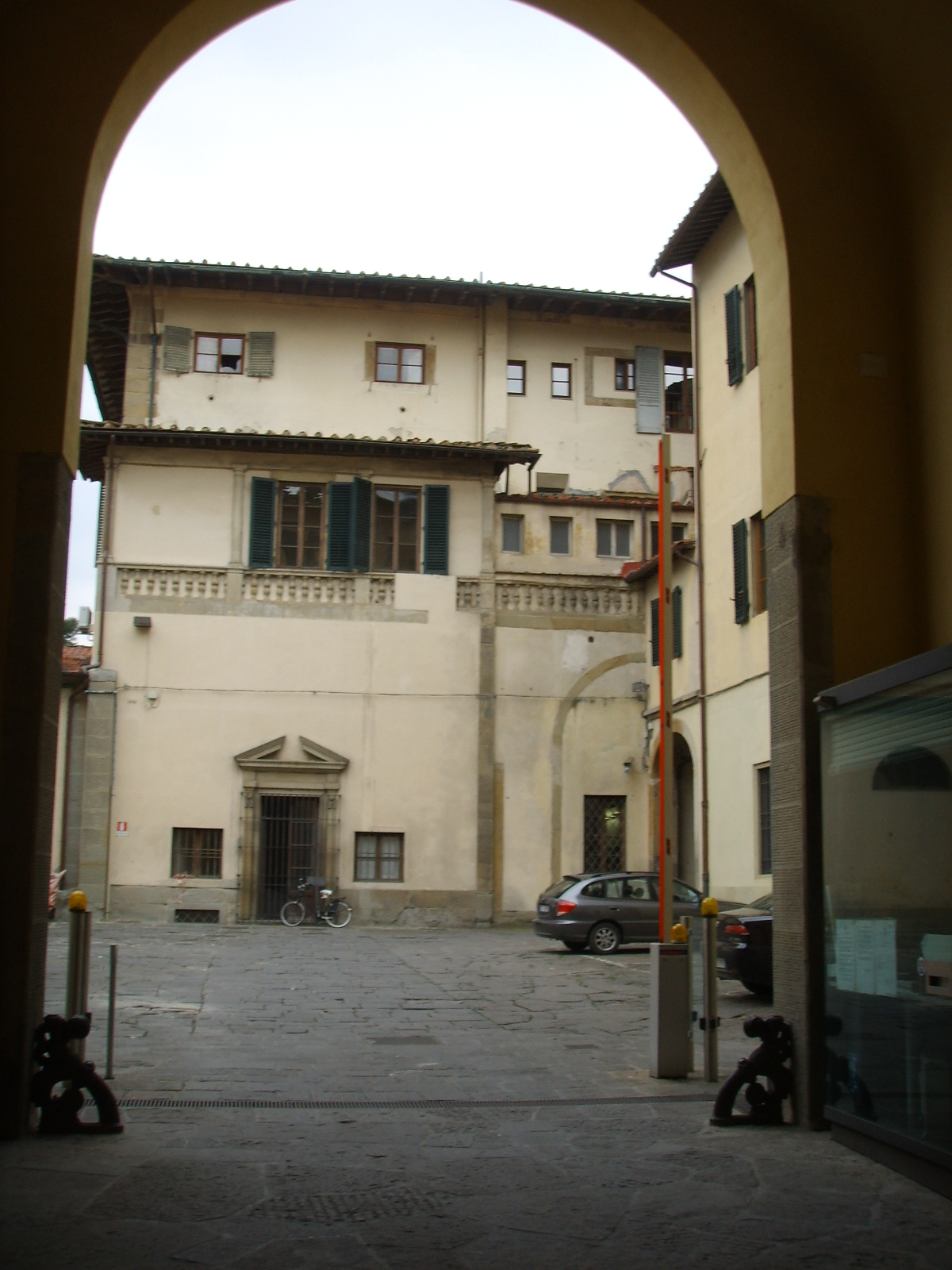
Vista do pátio do Casino Mediceo di San Marco.

A moda dos casini (plural de casino), palácios de cidade caracterizados por um andar nobre (piano nobile - o belo andar, com salas de recepção reservadas aos convidados e aos divertimentos) situado, novamente, no rés-do-chão, ao mesmo nível do jardim e da rua, ao contrário dos antigos hábitos que o instalavam no primeiro andar. Este génmero arquitectónico desenvolveu-se em Florença na segunda metade do século XVI graças ao arquitecto da corte Bernardo Buontalenti, o qual construiu este palácio numa das numerosas propriedades do grã-duque, próximo do Giardino di San Marco (Jardim de São Marcos).
O primeiro palácio neste sítio, uma "casa com pátio e loggia" confinante com o Giardino di San Marco, antigamente de Lourenço o Magnífico, pertencia a Otaviano de Médici, descendente de um ramo secundário da família Médici, mas casado com Francesca Salviati, descendente do ramo principal dos Médici de "Cafaggiuolo" e irmã de Maria Salviati, mãe de Cosme I. Otaviano, que foi pai do Papa Leão XI, havia adquirido a propriedade à Compagnia di Tessitori di Drappi (Companhia dos Tecedores de Panos), que tinha sede na vizinha Loggia dei Tessitori e da qual resta memória na toponímia da vizinha Via degli Arazzieri. Em consequência da contracção duma grande dívida para com o tesouro do Estado, Otaviano foi obrigado a ceder o palácio, o qual foi integrado nos bens do grão-duque Cosme I.

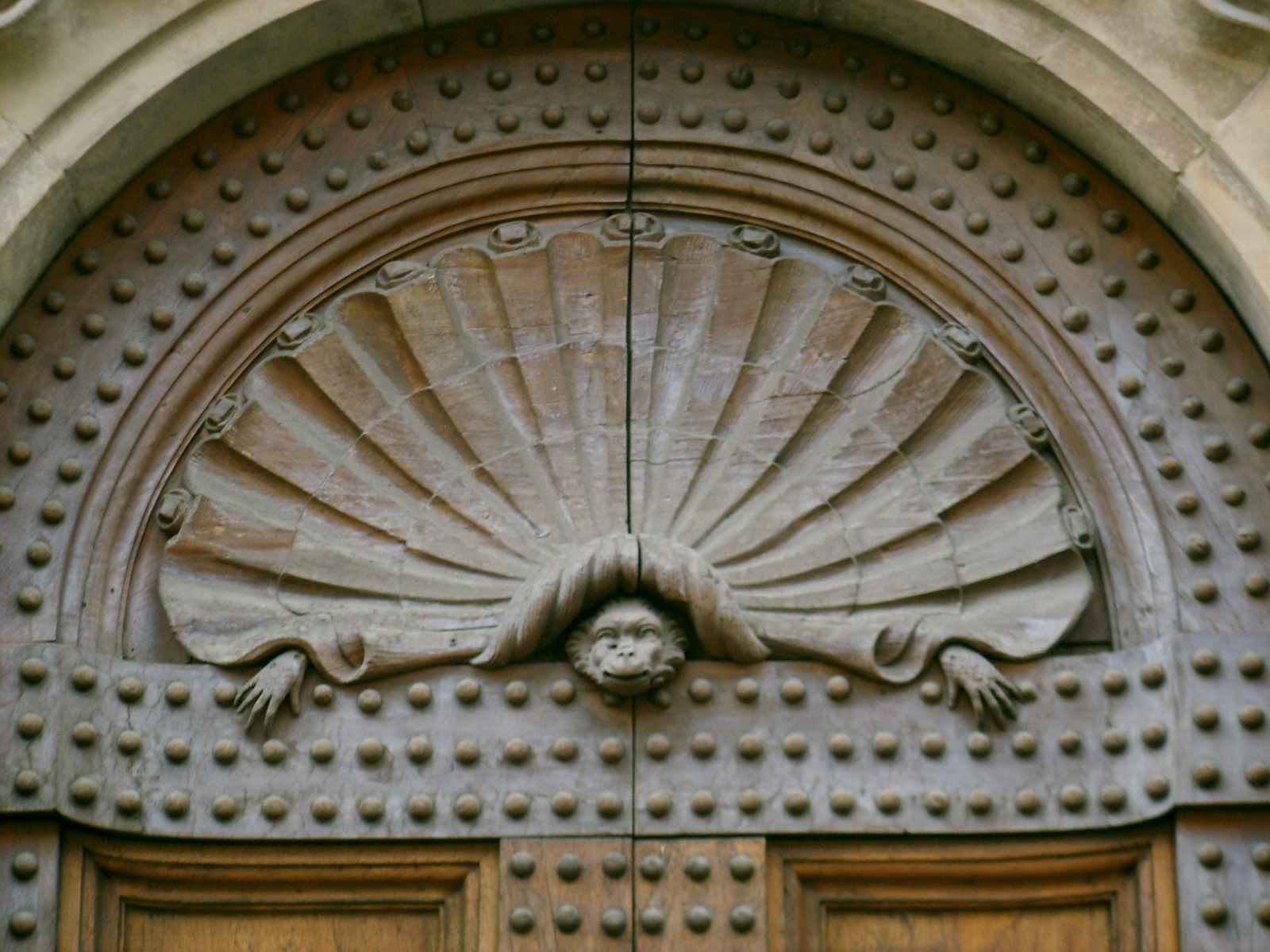
Macaco esculpido do portal

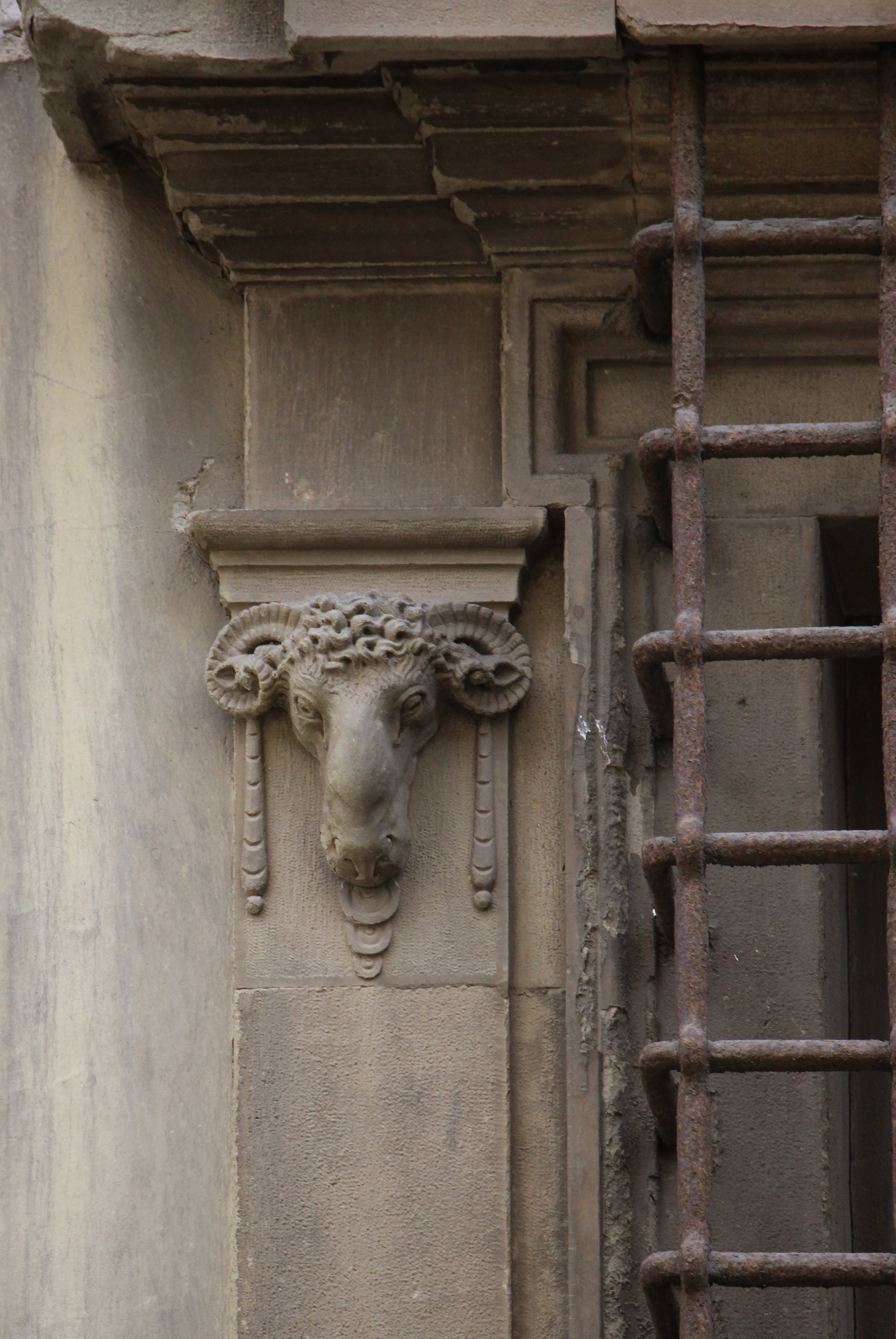
Detalhe da decoração

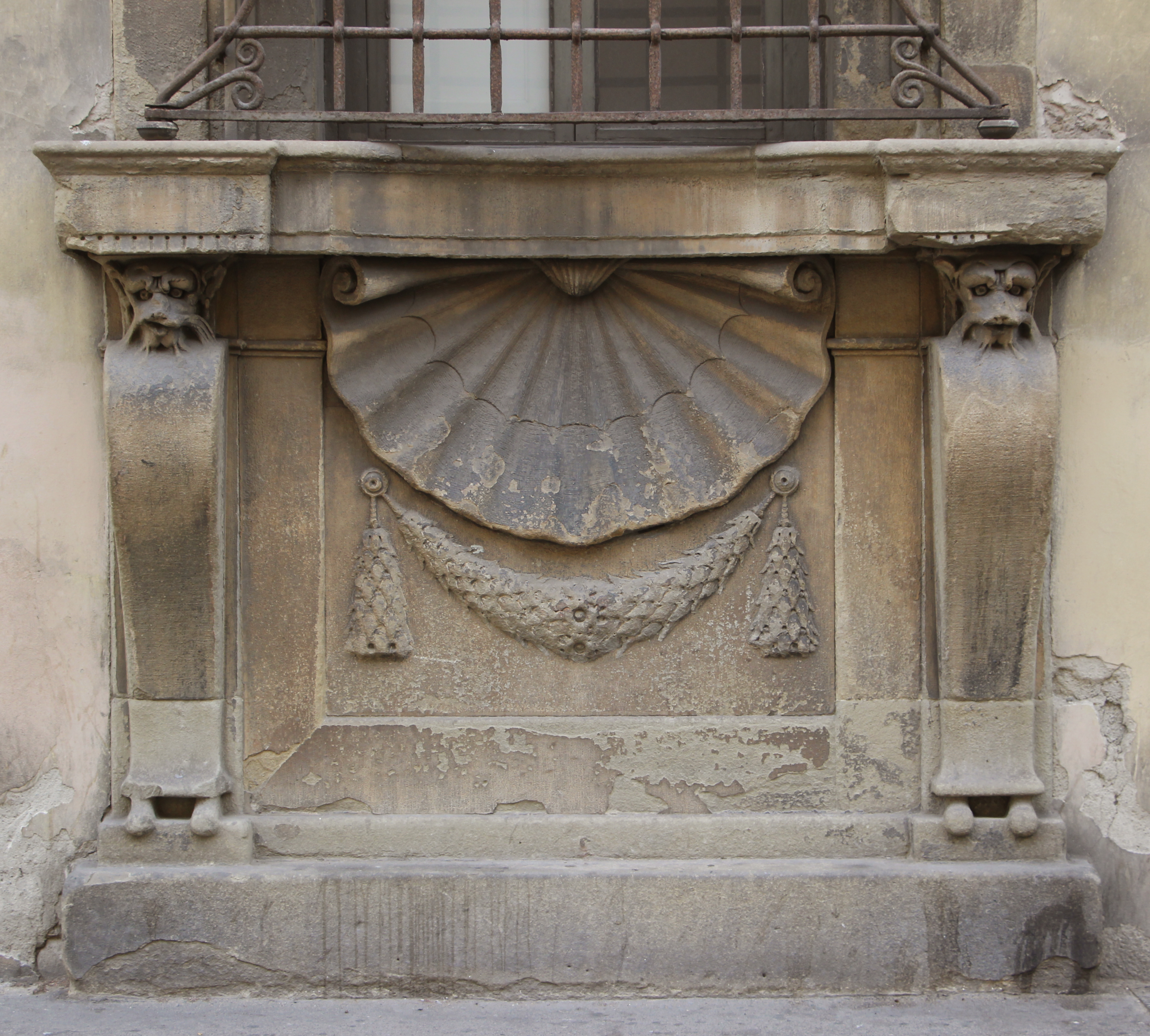
Detalhe da decoração

A propriedade passaria para o seu filho, Francisco I de Médici, o qual mandou reconstruir o palácio, a Bernardo Buontalenti, segundo a moda então dominante dos casini, estas villas citadinas circundadas por amplos jardins com acesso directo ao piano nobile.
O edifício foi iniciado em 1570 e terminado em 1574, numa zona que, embora dentro das muralhas de Florença e a pouca distância do vetusto Palazzo Medici (depois Medici-Riccardi), ainda era caracterizada, no fim de contas, por uma fraca urbanização. Buontalenti criou fantasiosas decorações típicas do inquieto período do Maneirismo: carrancas grotescas e elementos zoomorfos sobressaem inesperadamente dos elementos arquitectónicos, cada um com um significado simbólico preciso. A ideia de Francisco era de dispor de um lugar onde dedicar-se à sua paixão pelas ciências e a experimentação (uma espécie de versão em grande do célebre Studiolo di Francesco I do Palazzo Vecchio), além da natural vocação do casino como "lugar de recreio" (luogo di delizie). Na realidade, as decorações que se vêem actualmente na Via Cavour eram destinadas ao interior do palácio. Apesar de alguns dos detalhes serem extremamente refinados, as aberturas são bastante distantes para a vasta fachada e o conjunto um pouco apagado. Por outro lado, o edifício era destinado a um uso pretensamente científico, de laboratório, pelo que não necessitava de muitos embelezamentos.

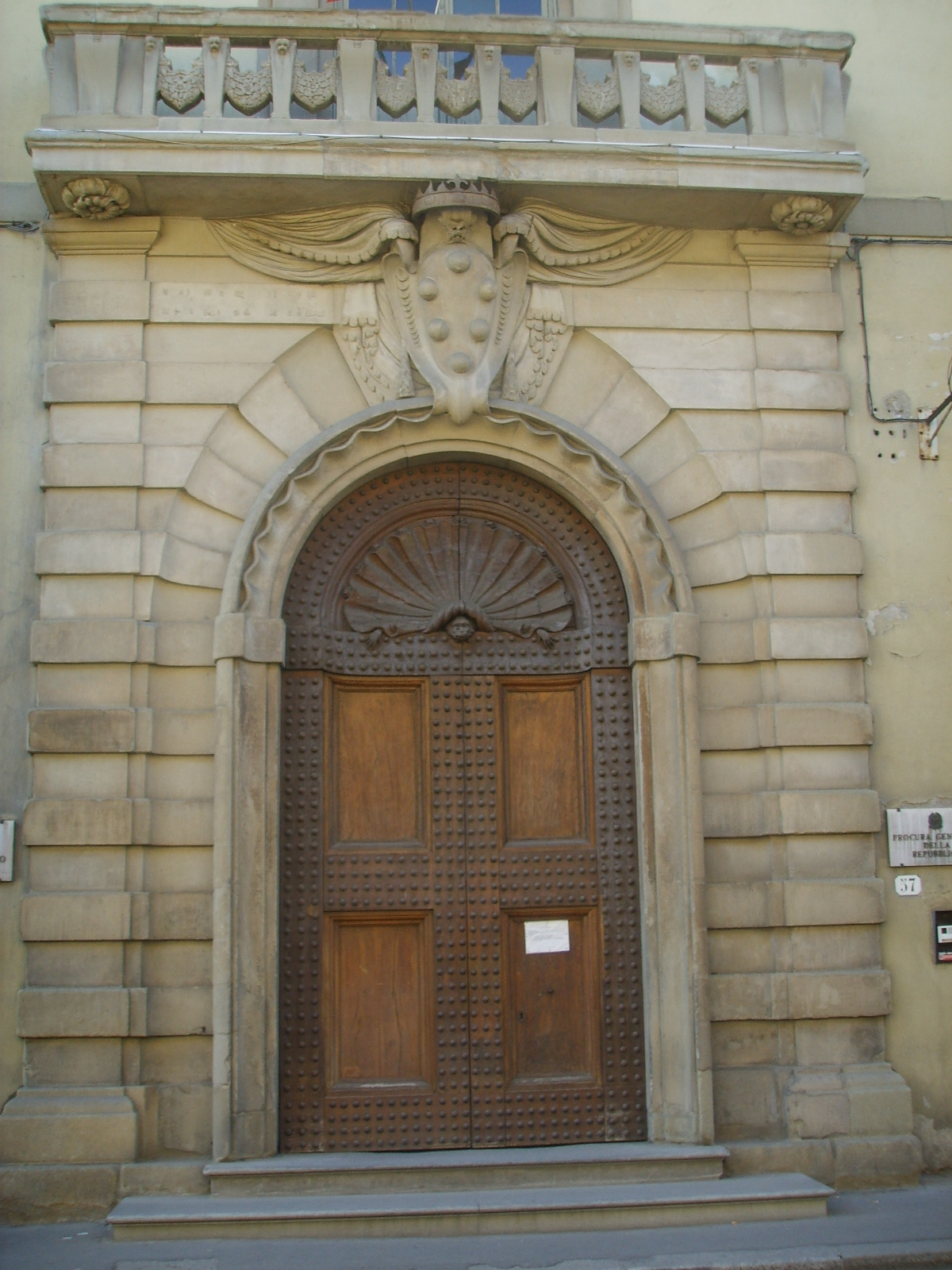
A entrada principal do Casino Mediceo di San Marco.

Quando Francisco I faleceu, este palácio passou para a posse de Fernando I de Médici, tendo hospedado por um certo período, em 1588, o Opificio delle Pietre Dure (Oficio das Pedras DUras. Em seguida, Ferdando concedeu a propriedade ao incómodo sobrinho Dom Antonio (filho de Francisco, de duvidosa legitimidade pretensão de subir ao trono grão-ducal) em troca da renúncia aos seus direitos dinásticos. Dom António transferiu-se para aqui em 1597, encomendando numerosos embelezamentos internos e no jardim: remontam a este período uma série de estátuas de Giambologna, actualmente dispersas por vários museus. Também foi aqui criado um gabinete de pesquisa, chamado Fonderia, típico lugar de saber da época (ainda a meio caminho entre as ciências experimentais e as do oculto), o qual foi frequentado por diversos estudiosos e viu construída uma rica biblioteca sobre a matéria, hoje integrada na "Biblioteca Nacional Central de Florença. O jardim também foi cuidado naquela época, recebendo estátuas, fontes e grutas. No interior também foi instalado um pequeno teatro privado.
Depois da morte de Dom António, passou em 1623 para o Cardeal Carlos de Médici, tendo em seguida revertido para Cosme III. Este desinteressou-se pelo edifício, entregando-o a uma inexorável decadência e usando-o como armazém. Durante a époda lorenense foi restaurado e modificado, de forma a servir de sede à alfândega. Já na segunda metade do século XIX, quando Florença foi capital do Reino de Itália (1865-1871) hospeou o Ministério das Finanças.
Actualmente, as dependências do palácio são ocupadas por dois tribunais (Corte d'Assise e Corte d'appello), o que impede as visitas de cariz cultural.
Os interiores possuem decorações a fresco que remontam a 1623, pintadas por um grupo de artistas florentinos, entre os quais Anastasio Fontebuoni, Matteo Rosselli e Fabrizio Boschi, enquanto a capela é afrescada com "HIstórias da Vida de José" (Storie della Vita di Giuseppe), de Giuseppe Tarchiani.